# 西格弗里德·托马斯基
西格弗里德·托马斯基（1894年3月20日—1967年5月31日）是第二次世界大战期间的納粹德國将军，曾指挥第11步兵師並獲頒騎士鐵十字勳章。
1945年5月8日，當時正參與库尔兰包围战的托马斯基向苏军投降。他在苏联被判犯有战争罪，並被关押至1955年。